# DNA (canción)
«DNA» —en español: «ADN»— es un sencillo grabado por el grupo surcoreano BTS para su quinto miniálbum titulado Love Yourself: Her. La canción fue publicada por el sello Big Hit el 18 de septiembre de 2017 en Corea del Sur.

## Composición
En una entrevista con Billboard, el líder RM dijo: «DNA es sobre la expresión de un amor joven y apasionado. Las letras hablaría de que —los dos estamos conectados fatalmente desde el principio, nuestro ADN era uno solo—». Los versos melódicos permiten a los vocalistas del grupo la oportunidad de mostrar el significado más suave de la letra. Es una canción que incorpora sonidos acústicos, con beats de Future Bass, en un ambiente EDM. La canción empieza con un silbido de Jungkook, que sigue de una explosión acústica, más tarde, se escuchan versos de V y Jin, con unos ritmos pulsantes de Dance, J-Hope hace un ligero rap, en compañía de Jimin (coros), con una exuberante pista de R&B, RM actúa con un rap más intensivo, al comienzo del pre-coro, se escucha una explosión de Futuro Bajo, con Chill-Hop, en un ambiente EDM.

## Recepción
Dee Lockett de Vulture declaró que, «DNA» es uno de los mejores sencillos del año.
BTS ganó diez veces con «DNA» en varios programas musicales de Corea del Sur. Recibieron dos coronas triples y es la primera vez que BTS obtuvo una.

## Vídeo musical
El videoclip comienza con un silbido de Jungkook y con un ritmo de guitarra acústica que estalla en una «explosión» electrónica melódica. El vídeo musical se ve realzado por imágenes del ADN real, ya que BTS imita la estructura química de la molécula a través de la coreografía. A diferencia de muchos de sus vídeos musicales, «DNA» está desprovisto de cualquier argumento extenso y en su lugar presenta al grupo actuando mientras se escuchan vibrantes tonos mejorados por CGI.
Tras el lanzamiento alcanzó 22.3 millones de visitas en 24 horas, convirtiéndose en el vídeo de K-pop más visto en 24 horas y el undécimo videoclip más visto generalmente. También fue el vídeo de pop coreano más rápido para llegar a 100 millones de visitas, lográndolo en 24 días y una hora. El 31 de mayo de 2020, alcanzó mil millones de vistas.

## Actuaciones en vivo

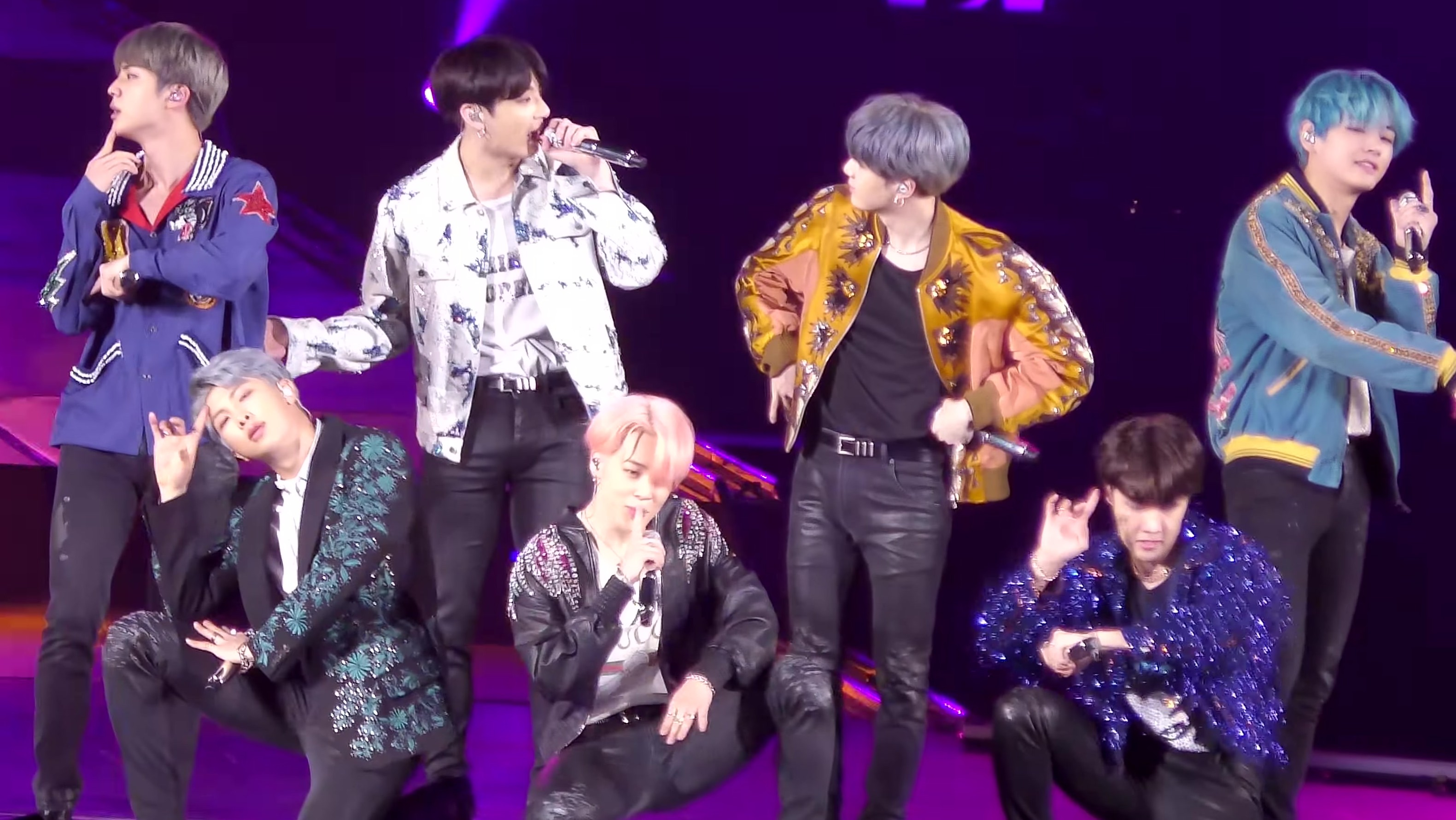
BTS interpretando DNA en un concierto de su gira LOVE YOURSELF en Nagoya Japón en 2019

BTS interpretó «DNA» en los American Music Awards el 19 de noviembre de 2017, marcando su debut en la escena musical estadounidense. También lo interpretaron el 30 de noviembre en The Late Late Show with James Corden, haciéndolos como el primer artista coreano en hacerlo. El grupo también interpretó la canción en The Ellen DeGeneres Show el 27 de noviembre y Jimmy Kimmel Live! el 29 de noviembre.
BTS promocionó la canción en varios programas de música en Corea, incluidos Music Bank, Inkigayo, The Show, M! Countdown y Show Champion.

## Posicionamiento en listas

### Semanales
| Lista (2017)                       | Mejor posición |
| ---------------------------------- | -------------- |
| Australia (ARIA)                   | 99             |
| Canadá (Canadian Hot 100)          | 47             |
| Corea del Sur (Gaon)               | 2              |
| Escocia (OCC)                      | 63             |
| Estados Unidos (Billboard Hot 100) | 67             |
| Filipinas (Philippine Hot 100)     | 8              |
| Filipinas (K-Pop Top 5)            | 1              |
| Francia (SNEP)                     | 76             |
| Japón (Japan Hot 100)              | 5              |
| Nueva Zelanda (RMNZ)               | 2              |
| Portugal (AFP)                     | 37             |
| Reino Unido UK Singles (OCC)       | 90             |
| Rusia (Tophit)                     | 75             |
| Suecia (Sverigetopplistan)         | 2              |

## Premios y nominaciones
| Año  | Premio                  | Categoría                                  | Resultados | Ref    |
| ---- | ----------------------- | ------------------------------------------ | ---------- | ------ |
| 2017 | Melon Music Awards      | Mejor coreografía                          | Nominado   | [ 26 ] |
| 2017 | Melon Music Awards      | Mejor videoclip                            | Ganador    | [ 26 ] |
| 2017 | Mnet Asian Music Awards | Mwave Global Fans' Choice                  | Nominado   | [ 27 ] |
| 2017 | Mnet Asian Music Awards | Mejor actuación de baile – Grupo masculino | Nominado   | [ 27 ] |
| 2017 | Mnet Asian Music Awards | Qoo10 Canción del año                      | Nominado   | [ 27 ] |

### Programas de música
| Canción | Programa      | Cadena    | Fecha                    | Ref    |
| ------- | ------------- | --------- | ------------------------ | ------ |
| «DNA»   | The Show      | SBS MTV   | 26 de septiembre de 2017 | [ 28 ] |
| «DNA»   | Show Champion | MBC Music | 27 de septiembre de 2017 | [ 29 ] |

## Certificaciones y ventas
| Australia (ARIA)      | Oro     | 35 000      |
| Estados Unidos (RIAA) | Oro     | 500 000     |
| Reino Unido (BPI)     | Plata   | 200 000     |
| Streaming             |         |             |
| Japón (RIAJ)          | Platino | 100 000 000 |